# 어페어 오브 셀리니
어페어 오브 셀리니(The Affairs Of Cellini)는 미국에서 제작된 그레고리 라 카바 감독의 1934년 영화이다. 콘스탄스 베네트 등이 주연으로 출연하였고 대릴 F. 자눅 등이 제작에 참여하였다.

## 출연

### 주연
- 콘스탄스 베네트
- 프레드릭 마치

### 조연
- 프랭크 모건
- 페이 레이
- 빈스 바넷
- 제시 랠프
- 루이스 칼헌
- 폴 하비
- 잭 루더포드

## 제작진
- 원작자: 에드윈 저스터스 마이어
- 미술: 리처드 데이
- 의상: 그웬 웨이크링
- Ass-PD: 윌리암 고에츠
- Ass-PD: 레이몬드 그리피스